# Église Saint-Nicolas de Padoue
 (mai 2025).
Si vous disposez d'ouvrages ou d'articles de référence ou si vous connaissez des sites web de qualité traitant du thème abordé ici, merci de compléter l'article en donnant les références utiles à sa vérifiabilité et en les liant à la section « Notes et références ».
L'église Saint-Nicolas à Padoue (en italien : Chiesa di San Nicolò) est un édifice religieux d'origine médiévale du centre de Padoue. Paroisse depuis au moins 1178, elle est toujours dirigée par le clergé séculier du diocèse de Padoue. 

## Histoire
L'église Saint-Nicolas est certainement à compter parmi les plus anciennes de la ville sinon parmi les premières à être dédiées à Nicolas de Myre, probablement avant même l'arrivée des reliques du saint dans la ville de Bari (1087). Certaines fouilles archéologiques ont confirmé que la construction est née bien avant 1088, l'année où l'évêque de Padoue Milone a fait don de l'église aux religieuses de San Pietro. Dans un document daté de 1178, l'évêque Gerardo la mentionne parmi les paroisses de la ville. L'église a subi des modifications et des aménagements, substantiels au XIVe siècle (1305) lorsqu'elle a été insérée dans le circuit du Palais Carrarese. Lors de la visite pastorale de 1546, l'église était équipée de 11 autels, certains appartenant à des familles de l'aristocratie padouane qui avaient des droits spéciaux sur l'église, comme les Forzatè et les Sala (du XIIe siècle ou de l'époque carraraise). Aux XVIIe et XVIIIe siècles, l'église a subi divers ajustements architecturaux qui ont modifié l'aspect médiéval primitif. Au XIXe siècle, le clocher a été restauré. Dans le sillage du concile Vatican II (de 1966 à 1971), l'église a subi un long travail de restauration qui visait à redonner à la structure ses caractéristiques d'origine, en éliminant la majeure partie du riche patrimoine artistique de l'époque baroque.
Giordano et Marco Forzatè et d'autres membres de la famille padouane sont enterrés dans l'église.
Les Valéry ont rapporté ici la sépulture du baron d'Hancarville.

## Description
L'église surplombe un espace utilisé comme lieu de sépulture jusqu'à l'époque napoléonienne. L'édifice orienté est-ouest est très complexe car il est entouré d'une série d'édifices des XIIIe et XIVe siècles. Une rosace s'ouvre sur la façade ornée d'arcatures gothiques. La chapelle Forzatè (1367) fait saillie, reliée par un arc au clocher gothique. Sous l'arc, le portail principal lombard, de la seconde moitié du XVe siècle, avec la représentation de Saint Nicolas, du Père Éternel et sur les côtés, l'Annonciation. Sur le côté droit, une façade gothique complexe, décorée d'arcs gothiques et de peintures héraldiques, est dominée par des maisons médiévales, comme le côté gauche adossé au palais Montorsi du XIVe siècle. Sur l'ensemble du bâtiment il y a des décorations, des armoiries et des représentations héraldiques. La châsse votive du XVe siècle qui était adossée au clocher a été démolie au XIXe siècle.
L'intérieur se caractérise par une certaine asymétrie, accentuée par la quatrième nef qui s'ouvre vers le sud. Des arcs de différentes tailles et largeurs rendent l'environnement suggestif. Le plafond voûté date du XIVe siècle. Sur la chapelle de droite, un retable représentant Sainte Agnès et provenant de l'église homonyme. Dans la chapelle voisine se trouvent les fonts baptismaux du XVIe siècle, au dos l'imposant dépôt en marbre rouge de Giordano et Marco Forzatè, surmonté d'un précieux triptyque Renaissance, avec cadre d'origine (les saints Léonard et Giacomo sont représentés avec la Vierge et l'Enfant) par un artiste de l'école padouane liée à Bellini et Jacopo da Montagnana.

### Orgue
Sur une avancée de la contre-façade, se trouve l'orgue à tuyaux Mascioni opus 557, construit en 1941 pour remplacer un ancien orgue Pugina du XIXe siècle. En 1997, dans le cadre d'une restauration, il a été placé à son emplacement actuel.

## Images

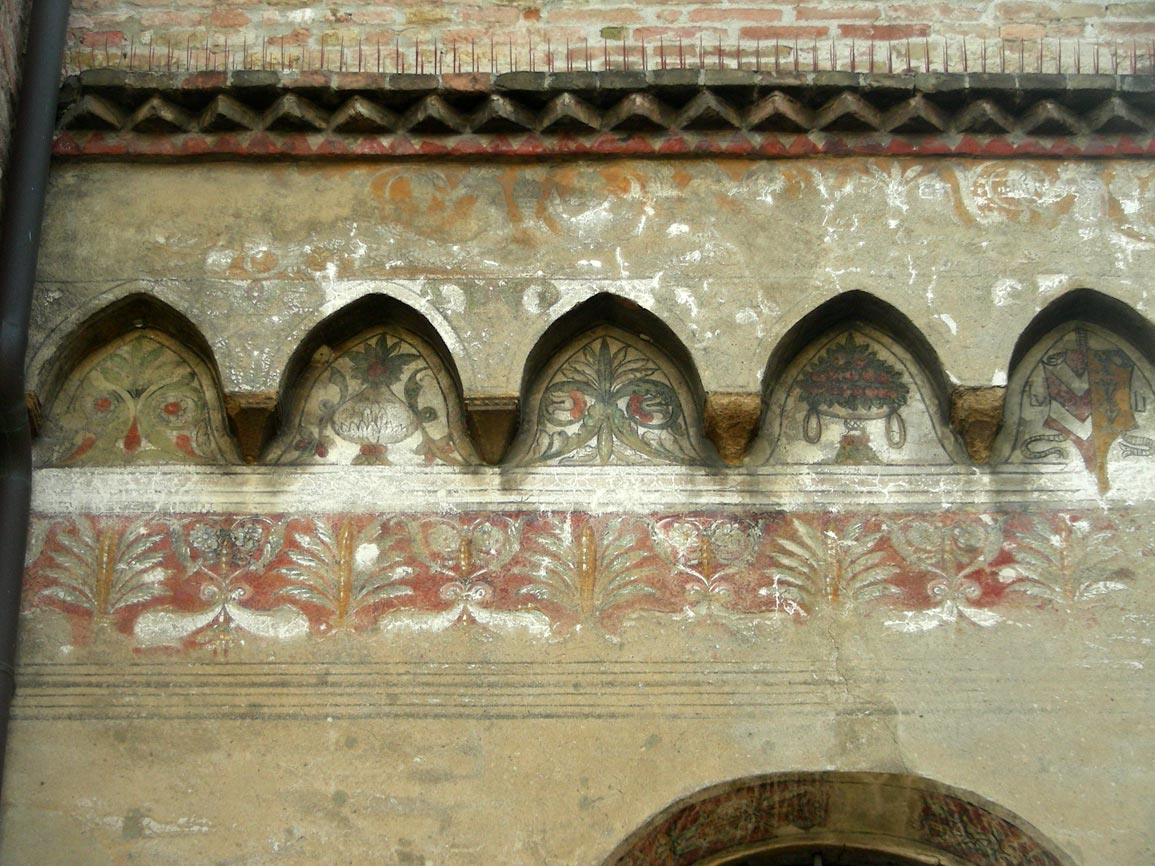
Les décorations picturales à thème héraldique à l'extérieur de l'église.
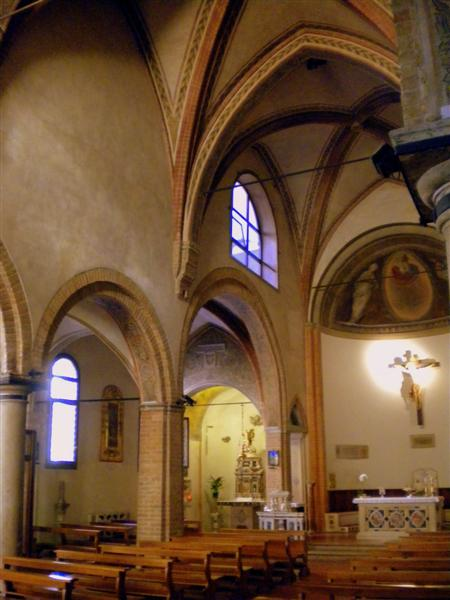
L'intérieur de l'église.
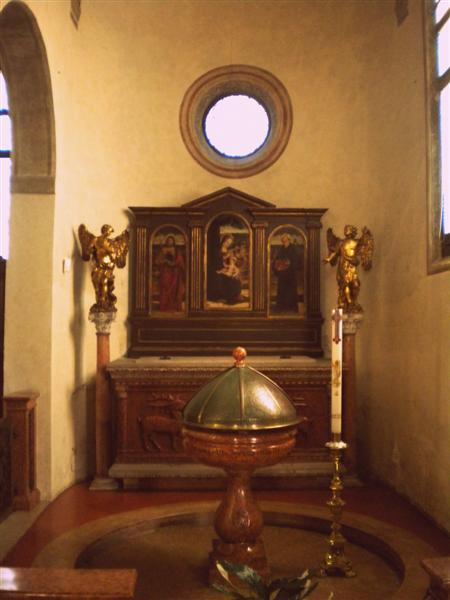
La chapelle Forzatè.

## Source de la traduction
- (it) Cet article est partiellement ou en totalité issu de l’article de Wikipédia en italien intitulé « Chiesa di San Nicolò (Padova) » (voir la liste des auteurs).